# Rogerius Röls
Rogerius Röls (* 29. Januar 1659 in Schwandorf; † 3. Mai 1723 in Kaisheim) war Abt des Klosters Kaisheim.

## Leben
Roger(ius) Röls war ein Sohn des Schwandorfer Huf- und Nagelschmieds Johann Fabian Röls. Seine Brüder waren der Augsburger Weihbischof Johann Kasimir Röls und Abt Amandus Röls von Kloster Heilig Kreuz in Donauwörth. Er trat 1679 in das Kloster Kaisheim ein, wurde 1686 Priester und am 15. April 1698 zum Abt gewählt. Sein Porträt im Stadtmuseum Schwandorf zeigt ihn als 38. Abt des Klosters.
Röls ist der bedeutendste Barockabt des Klosters Kaisheim. In seiner 25-jährigen Regierungszeit betrieb er trotz der Bedrängnisse des spanischen Erbfolgekrieges – mehrmals ist er in den Jahren 1703 bis 1708 auf der Flucht – die durchgehende Barockisierung der gesamten Klosteranlage. Er ließ zunächst die Kirche neu ausstatten, dann die westlich vorgelagerten Ökonomie- und Gastgebäude weitgehend neu erbauen. In den Jahren 1716 bis 1721 ließ er die noch heute bestehende barocke Klosteranlage errichten, daneben aber noch neue Kirchen, Pfarrhöfe und Kastenhäuser in der Klosterherrschaft und in den benachbarten Städten.